# 观海寺
观海寺，位于中国广东省潮州市饶平县黄冈镇，为饶平县文物保护单位，类型为古建筑，公布时间为1988年10月。
观海寺的历史年代为明代。